# Церква Собору Пресвятої Богородиці (Матків)
Церква Собору Пресвятої Богородиці — дерев'яна церква в селі Матків, споруджена 1838 року. Видатна пам'ятка бойківської архітектури та монументального мистецтва. 21 червня 2013 року на 37-й сесії Комітету Світової спадщини ЮНЕСКО, що проходила у Камбоджі, Церква Собору Пресвятої Богородиці, разом з іншими дерев'яними церквами карпатського регіону, була включена у список світової спадщини ЮНЕСКО.

## Історія
Церква Собору Пресвятої Богородиці споруджено 1838 року. Будували храм майстри Іван Мельникович та Василь Іваникович. Цікаво, що робочою силою під час будівництва переважно були жінки: чоловіче населення села в той час масово рекрутували до війська Австро-Угорщини. 
14 червня 2010 року блискавка влучила в церкву. Храм зайнявся, однак від знищення пам'ятку врятувала автоматична система пожежегасіння.

## Короткий опис

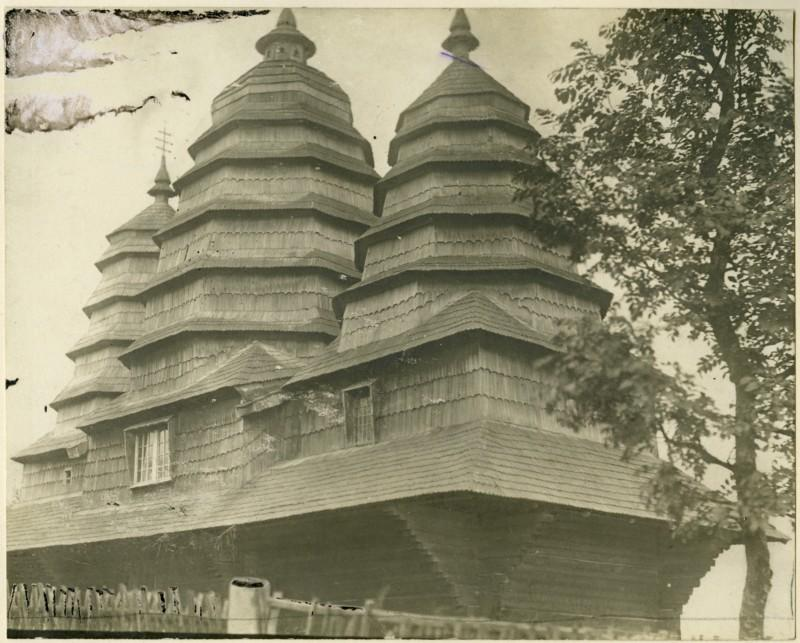
Церква Собору Пресвятої Богородиці у 1904 році

Церква розташована на невисокому пагорбі в центральній частині села, на віддалі 250 м від автомобільної дороги, в долині річки Стрия.
Церква тризрубна, триверха, належить до храмів бойківського типу. Квадратні зруби (нава ширша) розташовані по осі захід-схід. Обабіч вівтаря прилягають невеликі прямокутні ризниці. Основні об'єми завершують восьмибічні верхи, над навою з п'ятьма заломами. А над вівтарем і бабинцем — з чотирма заломами, що увінчані шоломовими банями з маківками та хрестами.
Оперізує церкву піддашшя оперте на східчасті виступи вінків зрубів, під яким на західному фасаді влаштований засклений ґанок. Опасання церкви має чітку прямокутну форму і великий винос, під яким ховається низ церкви.
Стіни підопасання, надопасання і заломів шальовані вертикально дошками й лиштвами.

## Дзвіниця
На південний захід від церкви розташована дерев'яна, триярусна, квадратна в плані дзвіниця, з балконом на другому ярусі, зверненим у бік невеликої площі перед південним фасадом церкви. Вкрита наметовим дахом з колосниковою галереєю над ним.
Збудована дзвіниця 1924 року майстром Михайлом Векличем.